# Maria Kirillovna af Rusland
Maria Kirillovna af Rusland (russisk: Мария Кири́лловна Романова; tr. Marija Kirillovna Romanova) (2. februar 1907 — 25. oktober 1951) var en russisk storfyrstinde, der var datter af storfyrst Kirill Vladimirovitj af Rusland og prinsesse Victoria Melita af Sachsen-Coburg og Gotha.

## Biografi

### Tidlige liv
Maria Kirillovna blev født den 2. februar 1907 i Coburg i Hertugdømmet Sachsen-Coburg og Gotha i det Tyske Kejserrige. Hun var det første barn af storfyrst Kirill Vladimirovitj af Rusland i hans ægteskab med prinsesse Victoria Melita af Sachsen-Coburg og Gotha.

### Ægteskab
Storfyrstinde Maria giftede sig den 25. november 1925 med Karl, 6. Fyrste til Leiningen, der var søn af Emich, 5. Fyrste til Leiningen og prinsesse Feodora af Hohenlohe-Langenburg. I ægteskabet blev der født syv børn. Fyrst Karl døde den 2. august 1946 i Saransk i Sovjetunionen.

### Død
Fyrstinde Maria døde 44 år gammel den 27. oktober 1951 i Madrid i Spanien.

## Eksterne links
- Wikimedia Commons har flere filer relateret til Maria Kirillovna af Rusland